# Monceau-sur-Oise
Monceau-sur-Oise ist eine französische Gemeinde mit 130 Einwohnern (Stand: 1. Januar 2022) im Département Aisne in der Region Hauts-de-France. Sie gehört zum Arrondissement Vervins, zum Kanton Guise und zum Kommunalverband Thiérache Sambre et Oise.

## Geographie
Die Gemeinde Monceau-sur-Oise liegt an der oberen Oise, sechs Kilometer östlich von Guise. Nachbargemeinden von Monceau-sur-Oise sind Malzy im Nordosten und Osten, Wiège-Faty im Südosten, Flavigny-le-Grand-et-Beaurain im Südwesten sowie Villers-lès-Guise im Nordwesten.

## Bevölkerungsentwicklung
| Jahr      | 1962 | 1968 | 1975 | 1982 | 1990 | 1999 | 2006 | 2015 | 2022 |
| Einwohner | 157  | 178  | 109  | 128  | 127  | 142  | 128  | 123  | 130  |

## Sehenswürdigkeiten
- Wehrkirche Sainte-Catherine
- Lavoir

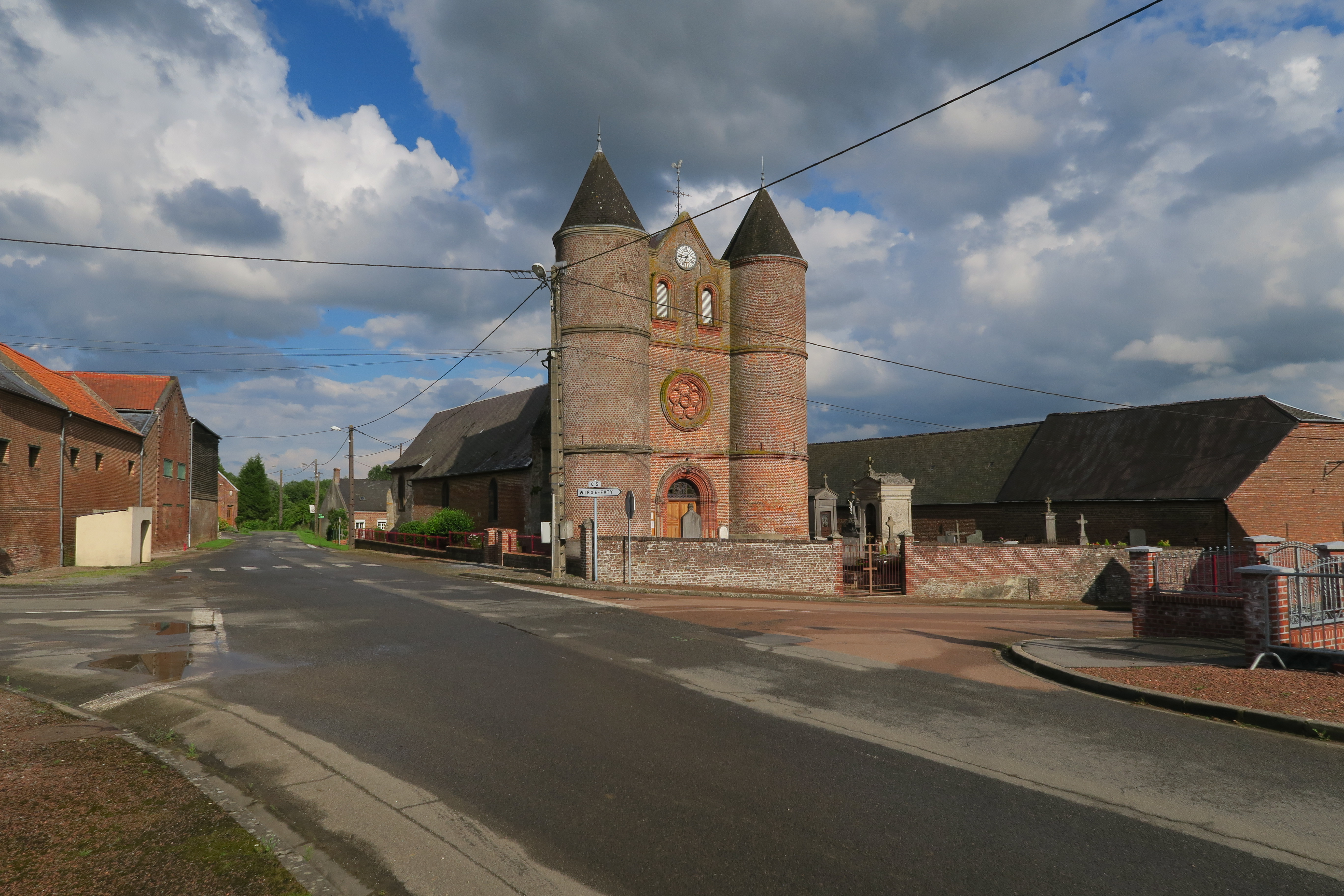
Kirche Sainte-Catherine
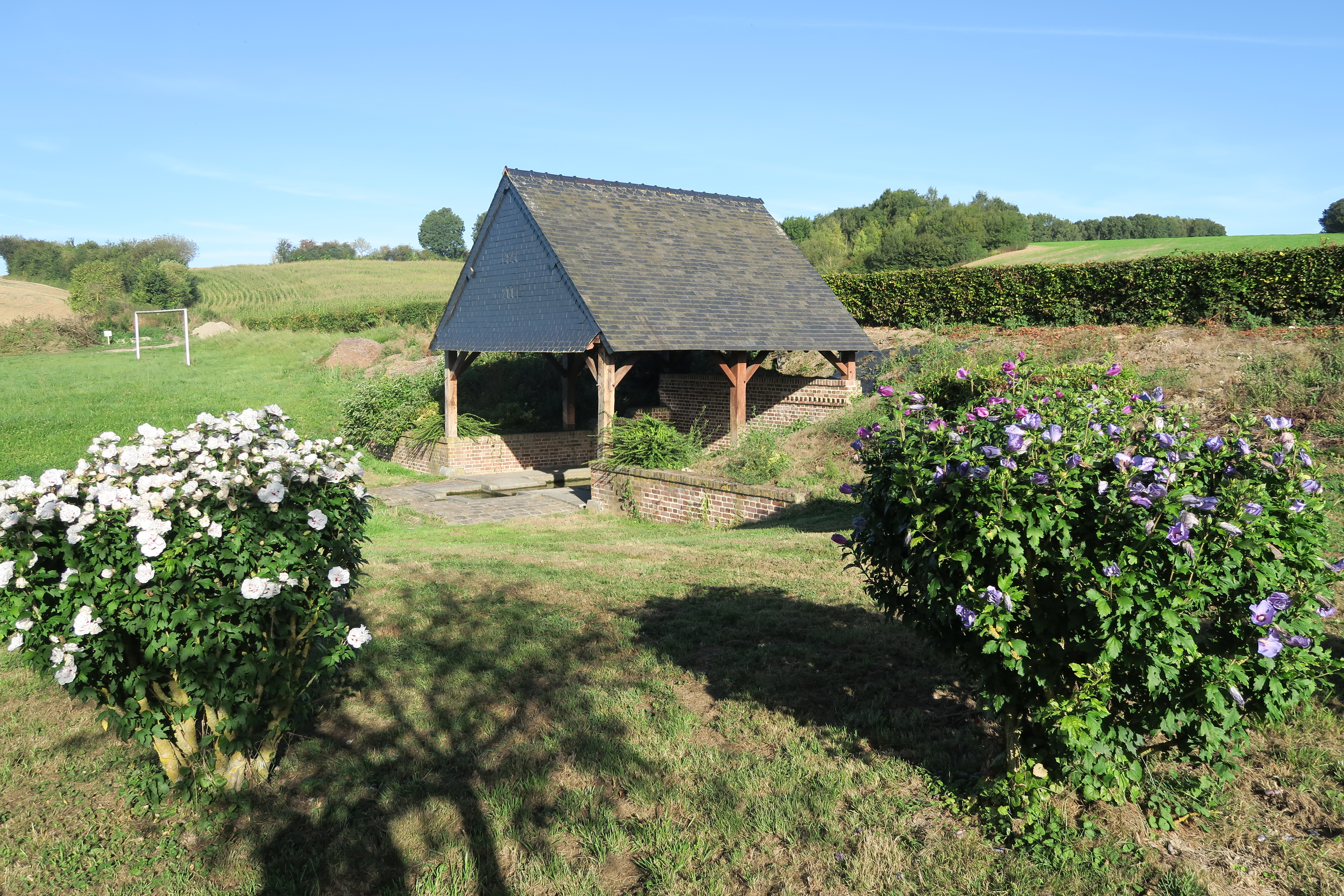
Lavoir
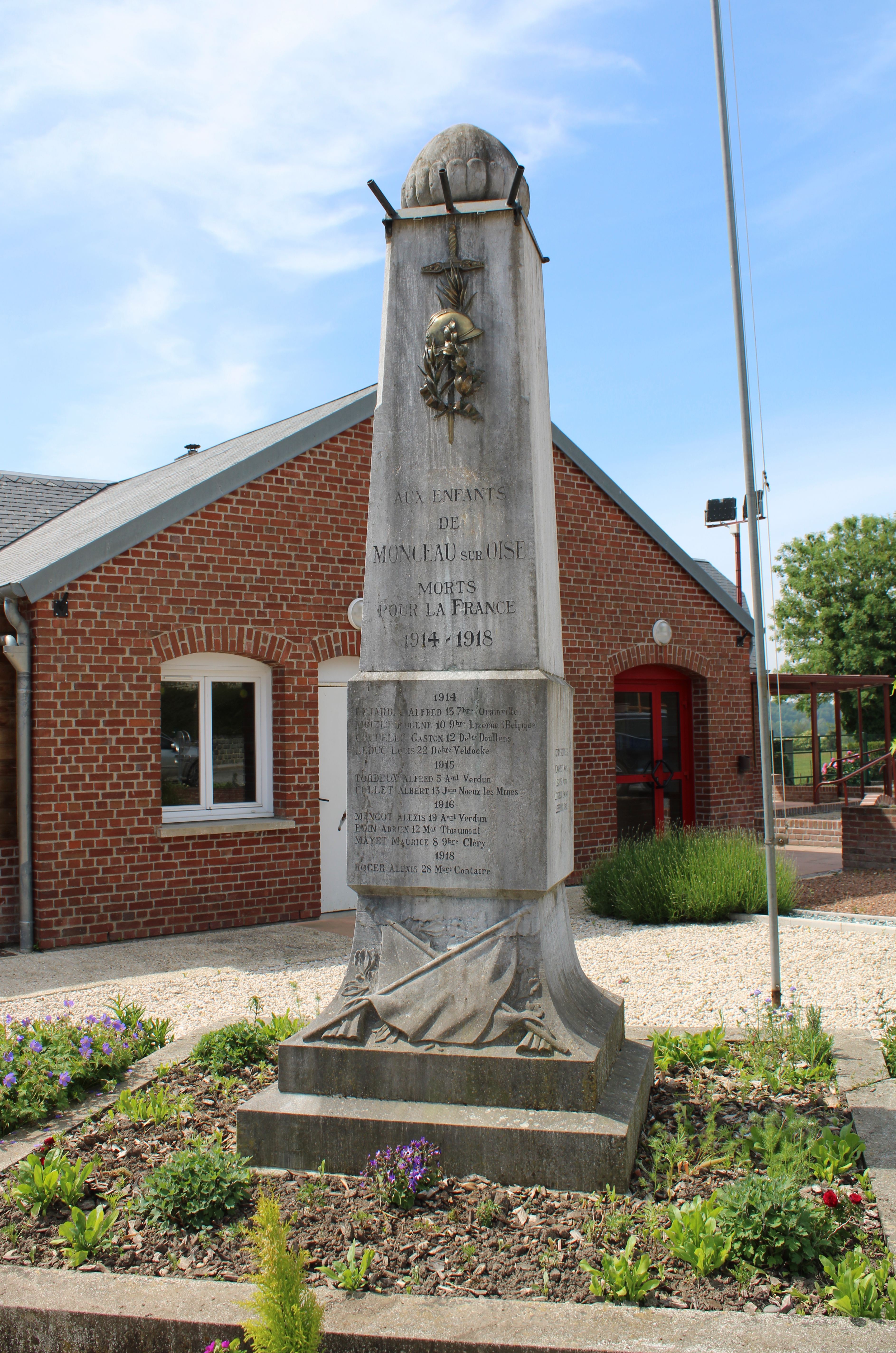
Gefallenendenkmal